# Avia B-34
Avia B-34 là một loại máy bay tiêm kích hai tầng cánh chế tạo ở Tiệp Khắc đầu thập niên 1930.

## Biến thể
B-34.1
B-34.2
B-34.3 tới B-34.14

## Quốc gia sử dụng
Tiệp Khắc
- Không quân Tiệp Khắc

 Germany
- Luftwaffe

 Slovakia
- Slovenské vzdušné zbrane (Không quân Slovak)

## Tính năng kỹ chiến thuật (B-34/1)
Đặc điểm tổng quát
- Kíp lái: 1
- Chiều dài: 7.25 m (23 ft 9 in)
- Sải cánh: 9.40 m (30 ft 10 in)
- Diện tích cánh: 23.9 m2 (257 ft2)
- Trọng lượng rỗng: 1.305 kg (2.877 lb)
- Trọng lượng có tải: 1.730 kg (3.814 lb)
- Powerplant: 1 × Avia Vr 36 (Hispano-Siuza HS-12Nbr), 552 kW (740 hp)

Hiệu suất bay
- Vận tốc cực đại: 315 km/h (196 mph)
- Tầm bay: 600 km (370 dặm)
- Trần bay: 7.000 m (23.000 ft)
- Vận tốc lên cao: 3,7 m/s (720 ft/phút)

Vũ khí trang bị
- 2 × súng máy vz.28, 7,92 mm